# Eucalyptus brassiana
Eucalyptus brassiana là một loài thực vật có hoa trong Họ Đào kim nương. Loài này được S.T.Blake mô tả khoa học đầu tiên năm 1977.